# 2025年の地域リーグ (ラグビー)
2025年度（令和7年度、2025-26シーズン）における日本のラグビーユニオン社会人地域リーグ（トップイーストリーグ、トップウエスト、トップキュウシュウ、関東社会人リーグ）の、出場チームリストと対戦結果を記す。ここでは、主催・主管が関東ラグビーフットボール協会、関西ラグビーフットボール協会、九州ラグビーフットボール協会のものを述べる。

## リーグ編成
下の表は、各地域のリーグ上位・下位を示したものであるが、他の地域とのレベルを比較したものではない。
|                       | 関東ラグビーフットボール協会 北海道・東北・関東・甲信越 | 関西ラグビーフットボール協会 北陸・東海・近畿・中国・四国 | 九州ラグビーフットボール協会 九州・沖縄 |
| --------------------- | ------------------------------------------------------- | --------------------------------------------------------- | --------------------------------------- |
| 3地域 頂上決戦        | 3地域社会人リーグ順位決定戦                             | 3地域社会人リーグ順位決定戦                               | 3地域社会人リーグ順位決定戦             |
| 各地域 1部リーグ      | トップイーストリーグ Aグループ （5チーム）              | トップウェスト Aリーグ （7チーム）                        | トップキュウシュウ （8チーム）          |
|                       | 入替戦                                                  | 入替戦                                                    | トップキュウシュウ （8チーム）          |
| 地域ごとの 下位リーグ | トップイーストリーグ Bグループ （5チーム）              | トップウェスト Bリーグ （8チーム）                        | トップキュウシュウ （8チーム）          |
| 地域ごとの 下位リーグ | 入替戦                                                  | トップウェスト Bリーグ （8チーム）                        | トップキュウシュウ （8チーム）          |
| 地域ごとの 下位リーグ | トップイーストリーグ Cグループ （8チーム）              | トップウェスト Bリーグ （8チーム）                        | トップキュウシュウ （8チーム）          |
| 地域ごとの 下位リーグ | 入替戦                                                  | 入替戦                                                    | トップキュウシュウ （8チーム）          |
| 地域ごとの 下位リーグ | 関東社会人リーグ 1部 （8チーム）                        | トップウェスト Cリーグ （7チーム）                        | トップキュウシュウ （8チーム）          |
| 地域ごとの 下位リーグ | 入替戦                                                  | トップウェスト Cリーグ （7チーム）                        | トップキュウシュウ （8チーム）          |
| 地域ごとの 下位リーグ | 関東社会人リーグ 2部Aグループ （8チーム）               | トップウェスト Cリーグ （7チーム）                        | トップキュウシュウ （8チーム）          |
| 地域ごとの 下位リーグ | 入替戦                                                  | トップウェスト Cリーグ （7チーム）                        | トップキュウシュウ （8チーム）          |
| 地域ごとの 下位リーグ | 関東社会人リーグ 2部Bグループ （7チーム）               | トップウェスト Cリーグ （7チーム）                        | トップキュウシュウ （8チーム）          |
| 地域ごとの 下位リーグ | 入替戦                                                  | トップウェスト Cリーグ （7チーム）                        | トップキュウシュウ （8チーム）          |
| 地域ごとの 下位リーグ | 関東社会人リーグ 3部 （4チーム）                        | トップウェスト Cリーグ （7チーム）                        | トップキュウシュウ （8チーム）          |

## 日程
- 春季大会として、関東協会では2025年5月10日から6月29日まで「トップイーストリーグ2025春季交流戦トーナメント」が行われる。九州協会では5月24日から7月6日まで「Kyushu Spring Championship 2025」が行われる。
- 2025年9月から12月までを中心に、「トップイーストリーグ」「トップウエスト」「トップキュウシュウ」と、トップイーストリーグの下位大会「関東社会人リーグ」が行われる。
- 2025年12月から2026年1月にかけて、各地域リーグ1部の上位チームによる最終決戦として、3地域社会人リーグ順位決定戦を実施される。

## 春季大会

### トップイーストリーグ2025春季交流戦トーナメント
- 日程：2025年5月10日 - 6月29日[1]
- 主催：関東ラグビーフットボール協会
- 詳細は「ジャパンラグビートップイーストリーグ2025春季交流戦トーナメント」を参照。

### Kyushu Spring Championship 2025
- 日程：2025年5月24日 - 7月6日[2]
- 主催：九州ラグビーフットボール協会
- 詳細は「Kyushu Spring Championship 2025」を参照。

## トップイーストリーグ
主催・主管：関東ラグビーフットボール協会。（　）内は昨年成績。チーム名の出典：

### トップイーストリーグ Aグループ
- AZ-COM丸和MOMOTARO'S（Aグループ1位）
- 東京ガス ブルーフレイムス（Aグループ2位）
- 日立Sun Nexus茨城（Aグループ3位）
- 明治安田ホーリーズ（Bグループ1位から昇格）
- クリーンファイターズ山梨（Bグループ2位から昇格）

星取表
- 開催期間：2025年9月7日～12月6日
- ホストとビジターを変えて総当たり戦で、各チーム8試合を行う。全20試合。
- 星取表の出典：[4]

| チーム                   | 対戦相手              | 対戦相手                  | 対戦相手           | 対戦相手            | 対戦相手                 | 勝ち点 | 順位 | 備考 |
| チーム                   | AZ-COM丸和 MOMOTARO'S | 東京ガス ブルーフレイムス | 日立 Sun Nexus茨城 | 明治安田 ホーリーズ | クリーンファイターズ山梨 | 勝ち点 | 順位 | 備考 |
| ------------------------ | --------------------- | ------------------------- | ------------------ | ------------------- | ------------------------ | ------ | ---- | ---- |
| AZ-COM丸和MOMOTARO'S     | ×                     |                           |                    |                     |                          |        |      |      |
| AZ-COM丸和MOMOTARO'S     | ×                     |                           |                    |                     |                          |        |      |      |
| 東京ガス                 |                       | ×                         |                    |                     |                          |        |      |      |
| 東京ガス                 | ×                     |                           |                    |                     |                          |        |      |      |
| 日立Sun Nexus茨城        |                       |                           | ×                  |                     |                          |        |      |      |
| 日立Sun Nexus茨城        |                       | ×                         |                    |                     |                          |        |      |      |
| 明治安田ホーリーズ       |                       |                           |                    | ×                   |                          |        |      |      |
| 明治安田ホーリーズ       |                       |                           | ×                  |                     |                          |        |      |      |
| クリーンファイターズ山梨 |                       |                           |                    |                     | ×                        |        |      |      |
| クリーンファイターズ山梨 |                       |                           |                    | ×                   |                          |        |      |      |

【勝ち点】勝ち4点、引き分け2点、負け0点。ボーナスポイント(BP)として、3トライ差以上の勝利で1点、7点差以内の負けで1点を、勝ち点に加える。
【勝ち点が同じ場合の優先順位】(1)勝利数、(2)当該チーム同士の勝ち点、(3)当該チーム同士の得失点差、(4)リーグ戦全試合の総得失点差、(5)リーグ戦全試合のトライ数、(6)リーグ戦全試合のトライ後のゴール数、(7)当該チーム同士の抽選。

### トップイーストリーグ Bグループ
- 横河武蔵野アトラスターズ（Aグループ4位から降格）
- 秋田ノーザンブレッツ（Aグループ5位から降格）
- 富士フイルムBIグリーンエルクス（Bグループ3位）
- ライオンファングス（Bグループ4位）
- 大塚刷毛製造BRUSHES（Bグループ5位）

星取表
- 開催期間：2025年9月7日～12月7日
- ホストとビジターを変えて総当たり戦で、各チーム8試合を行う。全20試合。
- 星取表の出典：[5]

| チーム                         | 対戦相手                  | 対戦相手              | 対戦相手                        | 対戦相手            | 対戦相手             | 勝ち点 | 順位 | 備考 |
| チーム                         | 横河武蔵野 アトラスターズ | 秋田 ノーザンブレッツ | 富士フイルム BIグリーンエルクス | ライオン ファングス | 大塚刷毛製造 BRUSHES | 勝ち点 | 順位 | 備考 |
| ------------------------------ | ------------------------- | --------------------- | ------------------------------- | ------------------- | -------------------- | ------ | ---- | ---- |
| 横河武蔵野アトラスターズ       | ×                         |                       |                                 |                     |                      |        |      |      |
| 横河武蔵野アトラスターズ       | ×                         |                       |                                 |                     |                      |        |      |      |
| 秋田ノーザンブレッツ           |                           | ×                     |                                 |                     |                      |        |      |      |
| 秋田ノーザンブレッツ           | ×                         |                       |                                 |                     |                      |        |      |      |
| 富士フイルムBIグリーンエルクス |                           |                       | ×                               |                     |                      |        |      |      |
| 富士フイルムBIグリーンエルクス |                           | ×                     |                                 |                     |                      |        |      |      |
| ライオンファングス             |                           |                       |                                 | ×                   |                      |        |      |      |
| ライオンファングス             |                           |                       | ×                               |                     |                      |        |      |      |
| 大塚刷毛製造BRUSHES            |                           |                       |                                 |                     | ×                    |        |      |      |
| 大塚刷毛製造BRUSHES            |                           |                       |                                 | ×                   |                      |        |      |      |

【勝ち点】勝ち4点、引き分け2点、負け0点。ボーナスポイント(BP)として、3トライ差以上の勝利で1点、7点差以内の負けで1点を、勝ち点に加える。
【勝ち点が同じ場合の優先順位】(1)勝利数、(2)当該チーム同士の勝ち点、(3)当該チーム同士の得失点差、(4)リーグ戦全試合の総得失点差、(5)リーグ戦全試合のトライ数、(6)リーグ戦全試合のトライ後のゴール数、(7)当該チーム同士の抽選。

### トップイーストリーグ Cグループ
- JAL WINGS（Cグループ1位）
- JR東日本レールウェイズ（Cグループ2位）
- サントリーフーズSUNDELPHIS（Cグループ3位）
- 船岡自衛隊ワイルドボアーズ（Cグループ4位）
- ワセダクラブTOP RUSHERS（Cグループ5位）
- 警視庁（Cグループ6位）
- BIG BLUES八千代ベイ東京（Cグループ7位）
- あいおいニッセイ同和損保タフウルズ（Cグループ8位）

星取表
- 開催期間：2025年9月6日～12月7日
- ホストとビジターを変えて総当たり戦で、各チーム7試合を行う。全28試合。
- 星取表の出典：[6]

| チーム                             | 対戦相手  | 対戦相手                 | 対戦相手                     | 対戦相手                     | 対戦相手                  | 対戦相手 | 対戦相手                  | 対戦相手                              | 勝 | 負 | 分 | 得失点差 | 勝ち点 | 順位 | 備考 |
| チーム                             | JAL WINGS | JR東日本 レール ウェイズ | サントリー フーズ SUNDELPHIS | 船岡自衛隊 ワイルド ボアーズ | ワセダ クラブ TOP RUSHERS | 警視庁   | BIG BLUES 八千代 ベイ東京 | あいおい ニッセイ 同和損保 タフウルズ | 勝 | 負 | 分 | 得失点差 | 勝ち点 | 順位 | 備考 |
| ---------------------------------- | --------- | ------------------------ | ---------------------------- | ---------------------------- | ------------------------- | -------- | ------------------------- | ------------------------------------- | -- | -- | -- | -------- | ------ | ---- | ---- |
| JAL WINGS                          | ×         |                          |                              |                              |                           |          |                           |                                       |    |    |    |          |        |      |      |
| JR東日本レールウェイズ             |           | ×                        |                              |                              |                           |          |                           |                                       |    |    |    |          |        |      |      |
| サントリーフーズSUNDELPHIS         |           |                          | ×                            |                              |                           |          |                           |                                       |    |    |    |          |        |      |      |
| 船岡自衛隊ワイルドボアーズ         |           |                          |                              | ×                            |                           |          |                           |                                       |    |    |    |          |        |      |      |
| ワセダクラブTOP RUSHERS            |           |                          |                              |                              | ×                         |          |                           |                                       |    |    |    |          |        |      |      |
| 警視庁                             |           |                          |                              |                              |                           | ×        |                           |                                       |    |    |    |          |        |      |      |
| BIG BLUES八千代ベイ東京            |           |                          |                              |                              |                           |          | ×                         |                                       |    |    |    |          |        |      |      |
| あいおいニッセイ同和損保タフウルズ |           |                          |                              |                              |                           |          |                           | ×                                     |    |    |    |          |        |      |      |

【勝ち点】勝ち4点、引き分け2点、負け0点。ボーナスポイント(BP)として、3トライ差以上の勝利で1点、7点差以内の負けで1点を、勝ち点に加える。
【勝ち点が同じ場合の優先順位】(1)勝利数、(2)当該チーム同士の勝ち点、(3)当該チーム同士の得失点差、(4)リーグ戦全試合の総得失点差、(5)リーグ戦全試合のトライ数、(6)リーグ戦全試合のトライ後のゴール数、(7)当該チーム同士の抽選。

## 関東社会人リーグ
主催・主管：関東ラグビーフットボール協会。（　）内は昨年成績。

### 関東社会人リーグ 1部
- MSM Steelers（関東社会人1部 1位）
- MUFG R.F.C（1部 2位）
- 習志野自衛隊PARATROOPS（1部 3位）
- SOMPOレッズ（1部 4位）
- JRC RFC（1部 5位）
- 東京消防庁（1部 6位）
- しおどめR.F.C（1部 7位）
- Musashino Knights RFC（2部A 1位から昇格）

### 関東社会人リーグ 2部Aグループ
- ブリヂストンレッドアローズ（1部 8位から降格）
- OC.RFC（2部A 2位）
- 東京海上日動（2部A 3位）
- TOPPAN（2部A 4位）
- MSラガークラブ（2部A 5位）
- 曙光戸田オーバーザトップ（2部A 6位）
- 双日ブルーアローズ（2部A 7位）
- 前田道路ブラストエレファンツ（2部B 1位から昇格）

### 関東社会人リーグ 2部Bグループ
- 横浜市消防局（2部A 8位から降格）
- 三菱地所（2部B 2位）
- みずほFG（2部B 3位）
- 博報堂RED HILLS（2部B 4位）
- BIPROGYバイパーズ（2部B 5位）
- 三井住友FG（2部B 6位）
- 大成建設ラグビー蹴球部（3部 1位から昇格）

### 関東社会人リーグ 3部
- MMC（2部B 7位から降格）
- NTT日比谷サンシャイナーズ（3部 2位）
- Musashino Friends（3部 3位）
- 兼松（3部 4位）

## トップウェスト
主催・主管：関西ラグビーフットボール協会。（　）内は昨年成績。

### トップウェスト Aリーグ
- 中部電力（Aリーグ1位）
- Daigas Struggers（Aリーグ2位）
- 大阪府警察（Aリーグ3位）
- MARUWA LOGISTAR’Z KYOTO（Aリーグ4位）
- 島津製作所Breakers（Aリーグ5位）
- JR西日本レイラーズ（Aリーグ6位）
- 豊田通商BLUE WING（Aリーグ7位）
- ユニチカ・フェニックス（Aリーグ8位）- 2025年大会に参加せず[9]

星取表
- 開催期間：2025年9月20日 - 11月22日。全7節、各チーム6試合の総当たり戦。
- 最下位（7位）は、Bリーグ2位と 入替戦を12月6日に行う。
- 星取表の出典：[10]

| チーム                  | 対戦相手 | 対戦相手         | 対戦相手    | 対戦相手                | 対戦相手            | 対戦相手            | 対戦相手           | 勝 | 負 | 分 | 得失点差 | 勝ち点 | 順位 | 備考 |
| チーム                  | 中部電力 | Daigas Struggers | 大阪府 警察 | MARUWA LOGISTAR'Z KYOTO | 島津製作所 Breakers | JR西日本 レイラーズ | 豊田通商 BLUE WING | 勝 | 負 | 分 | 得失点差 | 勝ち点 | 順位 | 備考 |
| ----------------------- | -------- | ---------------- | ----------- | ----------------------- | ------------------- | ------------------- | ------------------ | -- | -- | -- | -------- | ------ | ---- | ---- |
| 中部電力                | ×        |                  |             |                         |                     |                     |                    |    |    |    |          |        |      |      |
| Daigas Struggers        |          | ×                |             |                         |                     |                     |                    |    |    |    |          |        |      |      |
| 大阪府警察              |          |                  | ×           |                         |                     |                     |                    |    |    |    |          |        |      |      |
| MARUWA LOGISTAR'Z KYOTO |          |                  |             | ×                       |                     |                     |                    |    |    |    |          |        |      |      |
| 島津製作所Breakers      |          |                  |             |                         | ×                   |                     |                    |    |    |    |          |        |      |      |
| JR西日本レイラーズ      |          |                  |             |                         |                     | ×                   |                    |    |    |    |          |        |      |      |
| 豊田通商BLUE WING       |          |                  |             |                         |                     |                     | ×                  |    |    |    |          |        |      |      |

【勝ち点】勝ち4点、引き分け2点、負け0点。ボーナスポイント(BP)として、勝敗に関係なく3トライ差以上獲得で1点、7点差以内の負けで1点を、勝ち点に加える。
【勝ち点が同じ場合の優先順位】(1)勝利数、(2)当該チーム同士の勝ち点、(3)当該チーム3チーム以上の場合はその得失点差、(4)リーグ戦全試合の総得失点差、(5)当該チーム同士の得失点差、(6)リーグ戦全試合のトライ数、(7)リーグ戦全試合のトライ後のゴール数、(8)当該チーム同士の抽選。
【棄権チーム】原則として自動降格。勝ち点0、得点0となり、相手チームは勝ち点5、得点21とする。

### トップウェスト Bリーグ
- きんでんトライデントブリッツ（Bリーグ1位）
- 三菱自動車京都レッドエボリューションズ（Bリーグ2位）
- リコージャパンBLACK AEGIS（Bリーグ3位）
- 三菱自動車倉敷キングフィッシャーズ（Bリーグ4位）
- 大阪教員団（Bリーグ5位）
- 三菱電機メルコダイヤモンズ（Bリーグ6位）
- JR東海（Bリーグ8位）
- MUFGレッドブルズ（Cリーグ2位から昇格）

星取表
- 開催期間：2025年9月27日 - 11月30日。全7節、各チーム7試合の総当たり戦。
- 優勝チームは、Aリーグへ昇格。
- 2位チームは、Aリーグ最下位（7位）と 入替戦を12月6日に行う。
- 最下位（8位）は、Cリーグ2位と入替戦を12月6日に行う。
- 星取表の出典：[10]

| チーム                                   | 対戦相手                      | 対戦相手                                 | 対戦相手                    | 対戦相手                             | 対戦相手   | 対戦相手                    | 対戦相手 | 対戦相手          | 勝 | 負 | 分 | 得失点差 | 勝ち点 | 順位 | 備考 |
| チーム                                   | きんでん トライデントブリッツ | 三菱自動車 京都 レッドエボリューションズ | リコー ジャパン BLACK AEGIS | 三菱自動車 倉敷 キングフィッシャーズ | 大阪教員団 | 三菱電機 メルコダイヤモンズ | JR東海   | MUFG レッドブルズ | 勝 | 負 | 分 | 得失点差 | 勝ち点 | 順位 | 備考 |
| ---------------------------------------- | ----------------------------- | ---------------------------------------- | --------------------------- | ------------------------------------ | ---------- | --------------------------- | -------- | ----------------- | -- | -- | -- | -------- | ------ | ---- | ---- |
| きんでんトライデントブリッツ             | ×                             |                                          |                             |                                      |            |                             |          |                   |    |    |    |          |        |      |      |
| 三菱自動車 京都 レッドエボリューションズ |                               | ×                                        |                             |                                      |            |                             |          |                   |    |    |    |          |        |      |      |
| リコージャパンBLACK AEGIS                |                               |                                          | ×                           |                                      |            |                             |          |                   |    |    |    |          |        |      |      |
| 三菱自動車 倉敷 キングフィッシャーズ     |                               |                                          |                             | ×                                    |            |                             |          |                   |    |    |    |          |        |      |      |
| 大阪教員団                               |                               |                                          |                             |                                      | ×          |                             |          |                   |    |    |    |          |        |      |      |
| 三菱電機メルコダイヤモンズ               |                               |                                          |                             |                                      |            | ×                           |          |                   |    |    |    |          |        |      |      |
| JR東海                                   |                               |                                          |                             |                                      |            |                             | ×        |                   |    |    |    |          |        |      |      |
| MUFGレッドブルズ                         |                               |                                          |                             |                                      |            |                             |          | ×                 |    |    |    |          |        |      |      |

【勝ち点】勝ち4点、引き分け2点、負け0点。ボーナスポイント(BP)として、勝敗に関係なく3トライ差以上獲得で1点、7点差以内の負けで1点を、勝ち点に加える。
【勝ち点が同じ場合の優先順位】(1)勝利数、(2)当該チーム同士の勝ち点、(3)当該チーム3チーム以上の場合はその得失点差、(4)リーグ戦全試合の総得失点差、(5)当該チーム同士の得失点差、(6)リーグ戦全試合のトライ数、(7)リーグ戦全試合のトライ後のゴール数、(8)当該チーム同士の抽選。
【棄権チーム】原則として自動降格。勝ち点0、得点0となり、相手チームは勝ち点5、得点21とする。

### トップウェスト Cリーグ
- 日本新薬OWLSTARS（Bリーグ7位から降格）
- K-POWERS（Cリーグ1位）
- 守口市門真市消防組合（Cリーグ3位）
- 善通寺自衛隊（Cリーグ4位）
- 大阪市消防局（Cリーグ5位）
- KOMATSU Yellow Bulls（Cリーグ6位）
- 川崎重工（Cリーグ7位）

星取表
- 開催期間：2025年9月20日 - 11月30日。全7節、各チーム6試合の総当たり戦。
- 優勝チームは、Bリーグへ昇格。
- 2位チームは、Bリーグ最下位（7位）と 入替戦を12月6日に行う。
- 星取表の出典：[10]

| チーム                 | 対戦相手          | 対戦相手 | 対戦相手               | 対戦相手      | 対戦相手      | 対戦相手             | 対戦相手 | 勝 | 負 | 分 | 得失点差 | 勝ち点 | 順位 | 備考 |
| チーム                 | 日本新薬 OWLSTARS | K-POWERS | 守口市 門真市 消防組合 | 善通寺 自衛隊 | 大阪市 消防局 | KOMATSU Yellow Bulls | 川崎重工 | 勝 | 負 | 分 | 得失点差 | 勝ち点 | 順位 | 備考 |
| ---------------------- | ----------------- | -------- | ---------------------- | ------------- | ------------- | -------------------- | -------- | -- | -- | -- | -------- | ------ | ---- | ---- |
| 日本新薬OWLSTARS       | ×                 |          |                        |               |               |                      |          |    |    |    |          |        |      |      |
| K-POWERS               |                   | ×        |                        |               |               |                      |          |    |    |    |          |        |      |      |
| 守口市 門真市 消防組合 |                   |          | ×                      |               |               |                      |          |    |    |    |          |        |      |      |
| 善通寺自衛隊           |                   |          |                        | ×             |               |                      |          |    |    |    |          |        |      |      |
| 大阪市消防局           |                   |          |                        |               | ×             |                      |          |    |    |    |          |        |      |      |
| KOMATSU Yellow Bulls   |                   |          |                        |               |               | ×                    |          |    |    |    |          |        |      |      |
| 川崎重工               |                   |          |                        |               |               |                      | ×        |    |    |    |          |        |      |      |

【勝ち点】勝ち4点、引き分け2点、負け0点。ボーナスポイント(BP)として、勝敗に関係なく3トライ差以上獲得で1点、7点差以内の負けで1点を、勝ち点に加える。
【勝ち点が同じ場合の優先順位】(1)勝利数、(2)当該チーム同士の勝ち点、(3)当該チーム3チーム以上の場合はその得失点差、(4)リーグ戦全試合の総得失点差、(5)当該チーム同士の得失点差、(6)リーグ戦全試合のトライ数、(7)リーグ戦全試合のトライ後のゴール数、(8)当該チーム同士の抽選。
【棄権チーム】原則として自動降格（府県協会のリーグに入る）。勝ち点0、得点0となり、相手チームは勝ち点5、得点21とする。

## トップキュウシュウ
主催・主管：九州ラグビーフットボール協会。（　）内は昨年成績。
- 日本製鉄九州八幡（トップキュウシュウ1位）
- JR九州サンダース（2位）
- 安川電機ブルーブレイズ（3位）
- FFGブルーグルーパーズ（4位）
- 三菱重工長崎（5位）
- 鹿児島銀行（6位）
- 西日本シティ銀行（7位）
- 日特スパークテックWKS（8位）